# Bocas del Toro (provincie)
Bocas del Toro je jedna z 10 panamských provincií. Nachází se na západě státu při hranicích s Kostarikou na pobřeží Karibského moře. Při sčítání obyvatelstva v roce 2010 se 79 819 obyvatel provincie přihlásilo k indiánskému původu a 12 372 lidí k africkému původu. V provincii se nacházejí 2 z panamských národních parků – Isla Bastimentos a La Amistad. Stejnojmenné souostroví Bocas del Toro je významná turistická destinace v zemi.
V roce 2020 byla v západní části provincie vyhlášena částečně autonomní indiánská komarka Naso Tjër Di.
Provincie je dále dělena na 4 distrikty:
- Almirante (Puerto Almirante)
- Bocas del Toro (Bocas del Toro)
- Changuinola (Changuinola)
- Chiriquí Grande (Chiriquí Grande)